# Hynobius quelpaertensis
Hynobius quelpaertensis är en groddjursart som beskrevs av Tamezo Mori botanist  1928. Hynobius quelpaertensis ingår i släktet Hynobius och familjen Hynobiidae. IUCN kategoriserar arten globalt som otillräckligt studerad. Inga underarter finns listade i Catalogue of Life.